# توم بابا
توم بابا (بالإنجليزية: Tom Papa) هو منتج أفلام وكاتب سيناريو وممثل أمريكي، ولد في 10 نوفمبر 1968 في باسيك في الولايات المتحدة.

## أعمال

### أفلام
- (2014) أفضل خمسة[5]

## وصلات خارجية
- توم بابا على موقع IMDb (الإنجليزية)
- توم بابا على موقع ألو سيني (الفرنسية)
- توم بابا على موقع ميوزك برينز (الإنجليزية)
- توم بابا على موقع أول موفي (الإنجليزية)
- توم بابا على موقع قاعدة بيانات الأفلام السويدية (السويدية)
- توم بابا على موقع أول ميوزيك (الإنجليزية)
- توم بابا على موقع قاعدة بيانات الفيلم (الإنجليزية)
- توم بابا على موقع كينوبويسك (الروسية)